# سينياد إيبريتشيتش

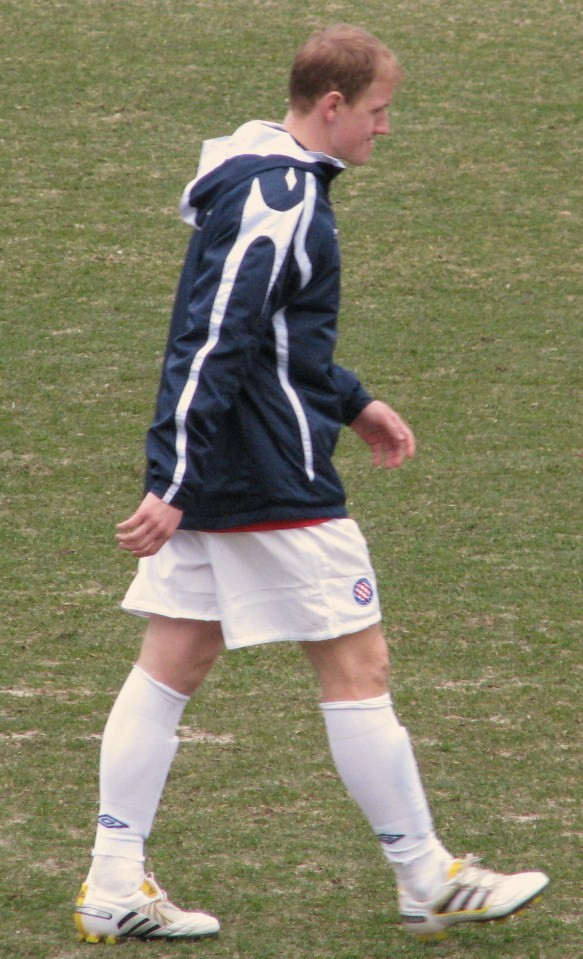

سينياد إيبريتشيتش (بالبوسنوية: Senijad Ibričić)‏ (مواليد 26 سبتمبر 1985 في كوتور فاروش) لاعب كرة قدم بوسني دولي يجيد اللعب في خط الوسط . يلعب حاليا لصالح نادي هايدوك سبليت الكرواتي منذ 2008 .

## روابط خارجية
- سينياد إيبريتشيتش على موقع الاتحاد الدولي (مؤرشف)  (الإنجليزية)
- سينياد إيبريتشيتش على موقع الاتحاد الأوربي (الإنجليزية)
- سينياد إيبريتشيتش على موقع اتحاد تركيا (لاعب) (الإنجليزية)
- سينياد إيبريتشيتش على موقع قاعدة بيانات كرة القدم.إي يو (الإنجليزية)
- سينياد إيبريتشيتش على موقع ناشيونال فوتبول تيمز (الإنجليزية)
- سينياد إيبريتشيتش على موقع Soccerway.com (الإنجليزية)
- سينياد إيبريتشيتش على موقع عالم كرة القدم.نت (الإنجليزية)
- سينياد إيبريتشيتش على موقع AS.com (الإسبانية)